# Kleinlützel
Kleinlützel (en français : Petit-Lucelle) est une commune suisse du canton de Soleure, située dans le district de Thierstein.

## Toponyme
Selon Johann Ulrich Hubschmied, lützel (en français Lucelle) est initialement un nom de cours d'eau, qui s'est étendu sur les deux localités voisines de Grosslützel (Lucelle) et Kleinlützel. Le nom de la rivière Lützel proviendrait d'une racine romane lucina, lucella, du celte leuka, la blanche. Le terme aurait désigné la « dame blanche » qui, selon la mythologie celtique, aurait hanté de nombreux cours d'eau. Toutefois, cette interprétation semble aujourd'hui dépassée. Le nom du ruisseau lützel est expliqué par le vieil allemand luzilaha, « petite rivière », qui viendrait de l'adjectif vieil allemand luzzil (petit), complété du vieil allemand -aha (devenu -ach en Mittelhochdeutsch), c'est-à-dire eau, ruisseau, rivière.

## Géographie

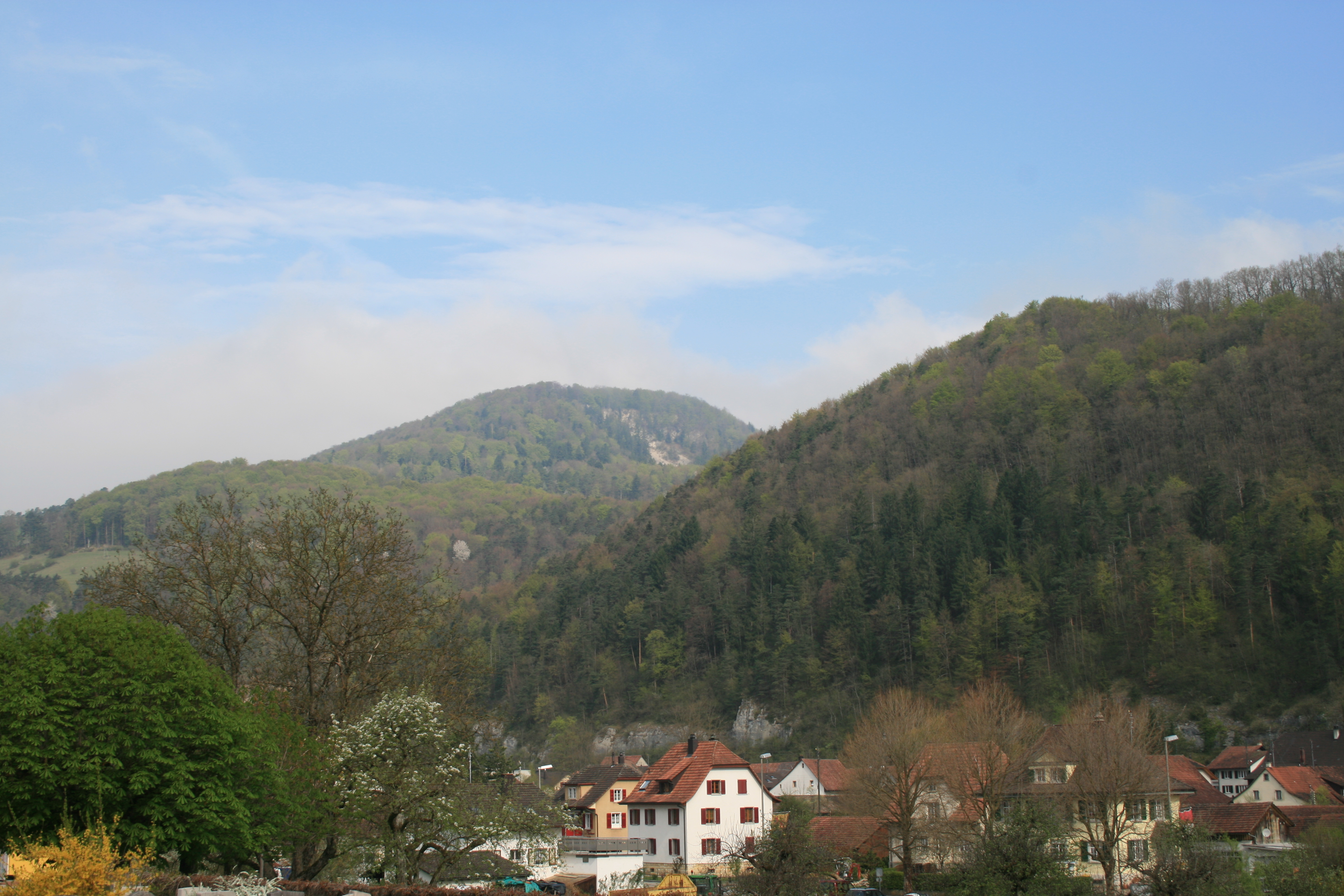
Kleinlützel

Vue aérienne de 300 m par Walter Mittelholzer (1922)

La commune, d'une superficie de 16,29 km2, constitue une exclave du canton de Soleure dont elle est séparée par le canton de Bâle-Campagne et frontalière de la France. Elle est située sur la rivière à qui elle doit son nom, la Lucelle, en aval de la commune française de Lucelle dans le Haut-Rhin.
La commune est composée de 36 % de surfaces agricoles (5.86 km2), de 59,3 % de forêts (9.66 km2), de 4,5 % de surfaces bâties (constructions, routes) (0.04 km2) de 0,2 % de lacs et rivières (0.02 km2) et 0,1 % de la surface est inutilisée.
Les habitations représentent 3 % de la surface et les infrastructures de transport 1,4 %. 56,7 % de la surface communale est densément boisée et 2,6 % est couverte de vergers ou de petites haies. Concernant la surface agricole, les champs représentent 10,2 % et les pâturages 24,7 %. L'accès à l'eau courante est présent sur l'ensemble de la commune.
Le village se compose de Kleinlützel (Petit-Lucelle), des hameaux du Ring, d'Ober- et Nieder-Huggerwald ainsi que du convent de Klösterli.

## Histoire
Kleinlützel est mentionnée pour la première fois en 1194, sous le nom de Luozela. En 1207, on trouve le nom de Minori Luzela et en 1288, celui de Klein Lützel. Le nom de ce cours d'eau, en effet, a d'abord été donné au couvent cistercien Lucela à la frontière alsacienne, puis, un peu plus tard, (attesté en 1207 et 1253) à un second couvent, plus petit, Minor Lucela sur le territoire actuel du canton de Soleure.

### Armoiries
Les armoiries de la commune sont : Or a Fess wavy Azure and in chief a Mullet of Five Gules.

## Démographie

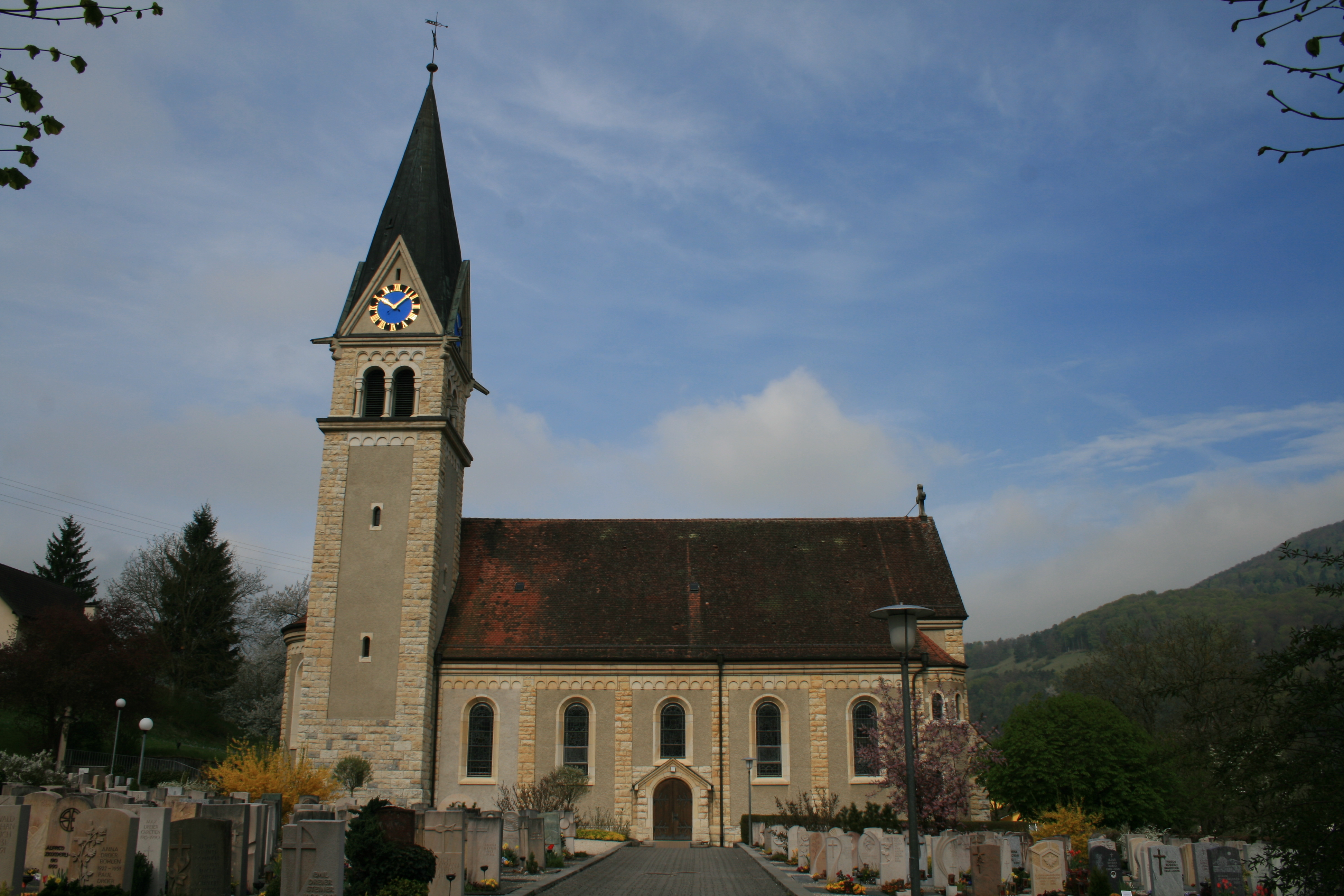
L'église catholique romaine.

La population de Kleinlützel s'élève à 1255 habitants (en Décembre 2016). En 2008, 6,7 % de la population étaient des résidents étrangers. Sur la période 1999-2009, le solde naturel a diminué de -0,2 % en raison d'un solde migratoire à 2,5 % et d'un taux de natalité à -1 %.
La majeure partie des habitants (en 2000) parlait allemand (1,154 ou 92,8 %), nous trouvions également 22 locuteurs italiens (1,8 %), 12 locuteurs français (1,0 %) ainsi que 2 personnes parlant romanche.
En 2008, il y avait 48,8 % pour 51,2 % de femmes. La population était composée de 559 hommes d'origine suisse (44,4 % de la population) et 55 (4,4 %) hommes étrangers. Il y avait également 599 femmes suisses (47,6 %) et 46 (3,7 %) femmes étrangères.
Sur l'ensemble de la population de la municipalité, 675 personnes (54,3 %) sont nées à Kleinlützel et y vivaient encore en 2000. 107 personnes (8,6 %) sont nées dans le même canton, 352 personnes (28,3 %) sont nées ailleurs en Suisse et 102 (8,2 %) sont nées à l'étranger.
En 2008, il y a eu 12 naissances de citoyens Suisses et 1 naissance de citoyen étranger. Pendant ce temps, il y a eu 14 décès de citoyens Suisses et 1 décès de citoyen étranger. N'étant pas clairement concernée par l'immigration ou l'émigration, la commune a perdu 2 citoyens suisses sur la période et gagné 2 citoyens étrangers. 4 hommes d'origine suisse et 2 femmes sont revenues s'installer à Kleinlützel. Ainsi que 2 hommes étrangers et 3 femmes. En 2008, la population locale a diminué de 3 ressortissants suisses et de 2 étrangers, ce qui représente un solde migratoire de -0,4 %.
En 2000, la pyramide des âges de Kleinlützel était la suivante : 105 enfants (8,4 %) entre 0-6 ans, 187 adolescents et pré-adolescents (15,0 %) de 7-19 ans. Concernant les adultes, ils étaient 55 (4,4 %) de 20-24 ans, 339 personnes (27,3 %) de 25-44 ans et 332 (26,7 %) de 45 à 64 ans. La population des senior est de 178 personnes (14,3 %) de 65-79 ans et 47 personnes (3,8 %) de plus de 80 ans.
En 2000, 465 personnes étaient célibataires et jamais mariés dans la municipalité. Il y avait également 658 personnes mariées, 76 veufs ou veuves et 44 individus divorcés.
En 2000, la municipalité rassemblait 516 foyers avec une moyenne de 2.4 personnes par foyer. 139 foyers étaient composés d'une seule personne et 37 l'étaient de 5 personnes ou plus.
En 2000, il y avait 300 maisons individuelles (69,0 %) ainsi que 435 bâtiments vides.
En 2000, le village disposait de 567 appartements, le plus souvent de 5 pièces (145). Il y avait également 10 appartements avec une seule pièce et 234 appartements de 5 pièces ou plus. 88,9 % de ces appartements étaient occupés de manière permanente, 5,3 % de manière saisonnière et 5,8 % étaient vides. En 2009, le taux de construction de nouveaux logements était de 2.4/1000 résidents.

## Culture et patrimoine

### Monuments
La commune compte, sur son territoire, les ruines du château de Blauenstein situées sur un éperon rocheux en dehors du village.